# Ogasawarana capsula
Ogasawarana capsula é uma espécie de gastrópode  da família Helicinidae.
É endémica de Japão.